# 下田警察署
下田警察署（しもだけいさつしょ）は、静岡県下田市にある静岡県警察所管の警察署。

## 沿革
- 1877年（明治10年）2月 - 下田警察署が設置される。
- 1954年（昭和29年）7月1日 - 静岡県警察が発足。静岡県下田警察署となる。
- 2013年（平成25年）4月1日 - 松崎警察署と統合。松崎警察署は、下田警察署松崎分庁舎となる。
- 2025年（令和7年）1月27日 - 庁舎建て替え工事に伴い、旧下田東中学校校舎を改修した仮庁舎に一時移転（2027年秋まで）。

## 所在地
- 本署 : 静岡県下田市東中7番地8（2025年より2027年秋まで建て替え工事中）
　　　　同地にはかつて1855年（安政2年）から1860年（万延元年）まで下田奉行所が置かれていた。
- 仮庁舎（2025年より2027年秋まで）  : 静岡県下田市柿崎1106（旧下田東中学校敷地内）
- 松崎分庁舎  : 静岡県賀茂郡松崎町峰輪440番地9

## アクセス
- 伊豆急下田駅下車、徒歩約10分

## 管轄区域
- 下田市
- 賀茂郡
  - 東伊豆町
  - 西伊豆町
  - 南伊豆町
  - 河津町
  - 松崎町

## 組織
- 署長
- 副署長
- 警務課
- 会計課
- 地域課
- 生活安全課
- 刑事課
- 交通課
- 警備課
- 松崎分庁舎

## 交番
松崎所在地（松崎分庁舎）
- 熱川交番
- 稲取交番
- 中央交番
- 河津交番
- 堂ヶ島交番

## 警察官駐在所
- 南伊豆警察官駐在所
- 柿崎警察官駐在所
- 白浜警察官駐在所
- 吉佐美警察官駐在所
- 箕作警察官駐在所
- 下佐々野警察官駐在所
- 青野警察官駐在所
- 湊警察官駐在所
- 石廊崎警察官駐在所
- 三浜警察官駐在所
- 安良里警察官駐在所
- 田子警察官駐在所
- 宇久須警察官駐在所
- 岩科警察官駐在所
- 石部警察官駐在所